# Степанов, Василий Евгеньевич
Васи́лий Евге́ньевич Степа́нов (род. 11 марта 1981, Ленинград) — российский кинокритик, с 2020 года — главный редактор журнала «Сеанс».

## Биография

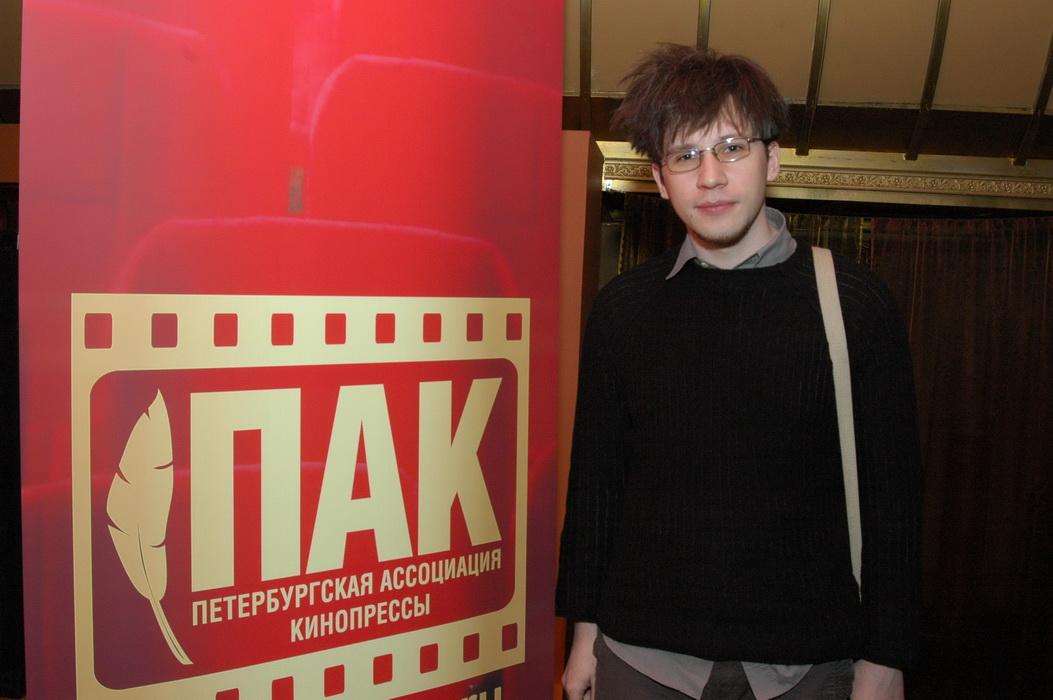
Василий Степанов в стенах ПАК в 2004 году

В 1998 году окончил Санкт-Петербургскую классическую гимназию № 610, в 2003 году — филологический факультет СПбГУ (финно-угорское отделение). С 2003 по работал в журнале «Time Out», откуда в 2006 году по приглашению Любови Аркус перешёл в журнал «Сеанс» на должность заместителя главного редактора. В 2020 году сменил Аркус на посту главреда. Статьи Степанова выходили в журналах «Сеанс», Афиша, «Empire», «Загород», «Variety», «Коммерсантъ-Weekend», «Русский репортёр» и других изданиях.
Степанов вёл авторские колонки на сайтах OpenSpace.ru и Afisha.ru. Является автором ряда статей энциклопедии «Новейшая история отечественного кино. 1986—2000», вышедшей в издательстве «Сеанс» в 2001—2004 годах. Пишет поэзию.
В 2019 году стал редактором-составителем сборника статей и критических эссе «Бергман», посвящённых шведскому режиссёру. В 2021 году — соавтором книги «Скринлайф: В поисках нового языка кино», в 2022 как составитель выпустил книгу о режиссёре Рустаме Хамдамове, а также ещё несколько книг в серии «Сеанс. Лица». В 2023 году стал куратором программы первого международного кинофестиваля «Пример интонации», учреждённого фондом Александра Сокурова «Пример интонации» и проведенного в Севкабель Порту (Санкт-Петербург).

## Награды
Премия им. М. Левитина Гильдии киноведов и кинокритиков России (2007).